# Сопов, Иван Семёнович
Иван Семёнович Сопов (07.01.1910 — 27.07.1993) — старший вальцовщик обжимного цеха Магнитогорского металлургического комбината имени В. И. Ленина Министерства чёрной металлургии СССР, Челябинская область. Герой Социалистического Труда (19.07.1958).

## Биография
Родился 25 декабря 1909 года (7 января 1910) в селе Леженьки Тимского уезда Курской губернии (ныне — Тимский район Курской области) в крестьянской семье. Русский.
Трудовую деятельность начал в 1929 году на кирпичном заводе станции Софрино (Московская область) садчиком.
В 1931 году по комсомольскому призыву приехал на строительство Магнитогорского металлургического комбината. Трудился разнорабочим в управлении «Стальмост». С 1934 года — в Водоканалстрое, был молотобойцем в кузнице треста «Магнитострой».
С 1935 года работал на Магнитогорском металлургическом комбинате. Начинал с помощника бригадира по приёмке горячего металла, затем был вальцовщиком в обжимно-заготовочном цехе. В 1940 году переведён старшим рабочим в заготовительный цех.
С 1941 года — вальцовщик, затем старший вальцовщик на блюминге № З. Участвовал в прокатке броневой стали на блюминге, которая была осуществлена впервые в мировой практике. Внёс несколько рационализаторских предложений, ставших основой ряда инженерных разработок. Бригада, где трудился Сопов, одной из первых выполнила обязательство в социалистическом соревновании — 3460 тонн металла в год на каждого рабочего.
Указом Президиума Верховного Совета СССР от 19 июля 1958 года за выдающиеся успехи, достигнутые в деле развития чёрной металлургии, Сопову Ивану Семёновичу присвоено звание Героя Социалистического Труда с вручением ордена Ленина и золотой медали «Серп и Молот».
Работал на комбинате до выхода на пенсию. Подготовил множество молодых специалистов. Выезжал для обмена опытом на заводы Болгарии, Чехословакии.
Избирался депутатом Челябинского областного Совета депутатов трудящихся.
Жил в Магнитогорске. Скончался 27 июля 1993 года. Похоронен на Левобережном кладбище Магнитогорска.

## Награды
- Золотая медаль «Серп и Молот» (19.07.1958)
- Орден Ленина(19.07.1958)
- Орден Трудового Красного Знамени(05.11.1954)
- Медаль «В ознаменование 100-летия со дня рождения Владимира Ильича Ленина» (6 апреля 1970)
- Медаль «Ветеран труда»
- Медаль «За трудовую доблесть»(05.05.1949)
- нагрудный знак «Отличник соцсоревнования Минмонтажспецстроя СССР».
- знак «Почётный металлург» (1949)

## Память
- На могиле Героя установлен надгробный памятник.
- Его имя занесено в энциклопедию города Магнитогорска.